# Kaple svatého Rocha (Uherské Hradiště)
Kaple svatého Rocha je volně stojící kaple na návrší Černá hora (lidově nazývaném Rochus) nad Uherským Hradištěm (mezi místními částmi Jarošov a Mařatice). Toto římskokatolické poutní místo je zasvěcené sv. Rochu. Vedle sloupu sv. Rocha ve Smetanových sadech jde o jedinou zachovanou připomínku morové epidemie v Uherském Hradišti z roku 1680. Od roku 1968 je kaple chráněna jako kulturní památka.

## Historie kaple

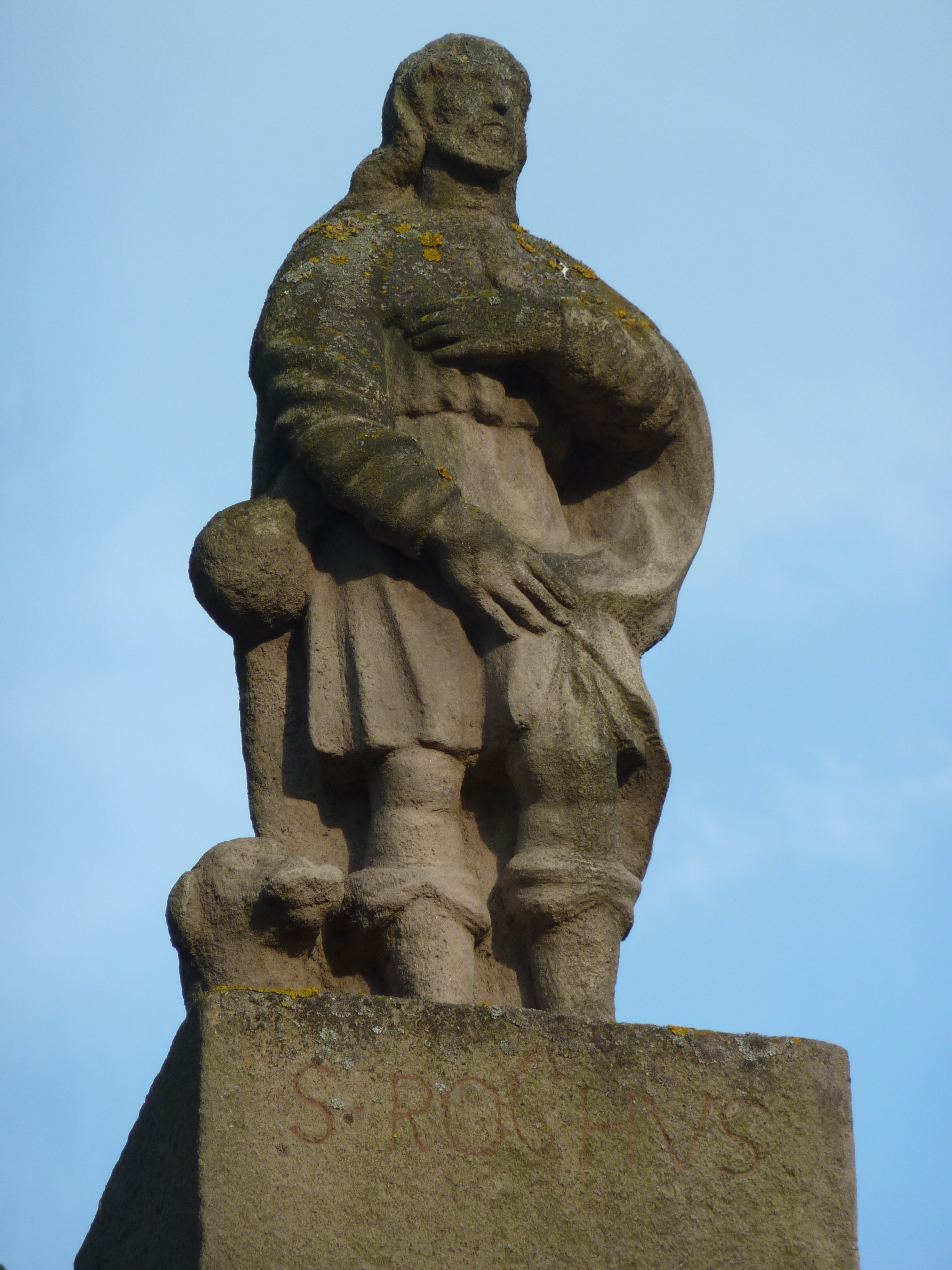
Sv. Roch – detail sochy na sloupu ve Smetanových sadech

Stávající klasicistní kaple stojí na místě kněžiště původního velkého barokního kostela s presbytářem, lodí a věží, tzv. sanktusníkem (viz grafické zaznačení kaple na historické mapě prvního vojenského mapování z let 1764–1768). Finanční prostředky na jeho vybudování tehdy věnovali přední měšťané Uherského Hradiště, především Zachariáš Guchs. Kostel byl zasvěcen patronům ochrany před morovými ranami sv. Rochovi, sv. Rozálii a sv. Šebestiánovi.
Poté, co olomoucký biskup Karel II. z Lichtenštejna-Kastelkornu udělil souhlas, započala na podzim roku 1680 stavba. Vzhledem k ničivému požáru Uherského Hradiště v dubnu 1681, kdy lehla popelem velká část města, se však stavba značně protáhla. V říjnu 1687 byla dokončena stavba kněžiště a vyzvednuta báň věže s jedním zvonem. V dalším období se pokračovalo stavbou chrámové lodi, nartexu a konečně v roce 1715, kdy Uherské Hradiště zasáhla další velká morová epidemie, byla ke kostelu přistavěna poustevna pro kostelníka. Úplně dokončen byl až v roce 1740, avšak nedlouho nato, za josefínských reforem v roce 1786, byl zrušen a odsvěcen. Poté byl kostel prodán městu Uherskému Hradišti. Byla rozebrána věž s předsíní a v kostele byla zřízena prachárna uherskohradišťské vojenské posádky.
Po vzniku Československa byla ruina kostela odkoupena za účelem záchrany a zejména proto, aby opět sloužila svému účelu. Zasloužil se o to tehdejší kroměřížský probošt a poslanec Antonín Cyril Stojan, pozdější biskup a arcibiskup, a uherskohradišťští občané Ing. Vojtěch Stancl a JUDr. Miroslav Skácel. První památková rekonstrukce stavby byla provedena kolem roku 1930 a byla dokončena v roce 1931. Ze zbytků dřívějšího kostela vznikla kaple, která byla v roce 1931 opět vysvěcena. Po druhé světové válce se kaple ocitla uprostřed vojenského cvičného prostoru a v průběhu dalších let byla silně poškozena.
V letech 1965 až 1968 byla kaple za pomoci občanů, za přispění kněze Antonína Šuránka pod vedením farního úřadu v Sadech a pod záštitou orgánů památkové péče opravena. Kaple sv. Rocha, sv. Rozálie a sv. Šebestiána byla znovu vysvěcena 29. září 1968. Na seznam památek byla Národním památkovým ústavem zapsána v prosinci 1968. Úprava kaple byla dovršena v průběhu sedmdesátých let osazením soch do připravených výklenků a umístěním keramické trojúhelníkové mozaiky na průčelí. Armáda však předala městu kapli až v roce 2003. V roce 2005 byla lokalita Rochus zařazena do soustavy Natura 2000.

## Průzkum kaple
Počátkem roku 2007 byla kaple převedena z vlastnictví římskokatolické farnosti Uherské Hradiště – Sady do vlastnictví města Uherského Hradiště. Byl zahájen stavebně historický průzkum.
V zimě roku 2008 při tzv. nedestruktivním archeogeofyzikálním průzkumu radarovou metodou zaznamenal radar pod povrchem terénu výskyt zbytků zdiva, kumulaci kamenů a různých změn v podloží. Uprostřed prázdnin roku 2008 pak proběhl klasický archeologický průzkum, který prokázal, že na tomto místě skutečně stál poměrně velký kostel. Průzkum odhalil především zbořené zdi kostela z doby konce 18. století. Z nálezů průzkumu bylo možno vysledovat původní průběh kamenných základů původního kostela, které sahají do hloubky 1,6 m až 1,8 m. Bylo objeveno několik zbytků původní barokní cihelné dlažby.
Poslední rekonstrukce se soustředila především na celkovou stavební obnovu a úpravu objektu. V budoucnu[kdy?] se má kaple stát součástí plánovaného přírodně-kulturního a rekreačního areálu Park Rochus.

## Poutní tradice
Od roku 1875 se u kaple začaly konat pravidelné pouti. Tradice poutí byla přerušena v 70. letech 20. století, obnovena byla po roce 1989. Hlavní pouť se koná vždy v neděli po svátku sv. Rocha (16. srpna). Májová pouť se koná 1. května.